# Макгоуэн, Зак
За́кари Бре́ндан (Зак) Макго́уэн (англ. Zachary Brendan "Zach" McGowan, род. 5 мая 1981, Нью-Йорк) — американский актёр. Наиболее известен по ролям Джоди в телесериале «Бесстыжие», Чарльза Вейна в «Чёрных парусах» и короля Роана в «Сотне». Он также появился в фильмах «Терминатор: Да придёт спаситель», «Миссия спасения 2: Точка удара» и «Дракула».

## Ранние годы
Макгоуэн родился в Нью-Йорке в семье Винсента (англ. Vincent) и Бренды (англ. Brenda McGowan). У него есть два старших брата — Даг (англ. Doug) и Мэтт (англ. Matt). У него ирландские и еврейские корни. В юности Макгоуэн занимался боксом и джиу-джитсу, кумиром своим называл актёра-комика Джека Блэка, а также некоторое время играл в американский футбол. Перед тем как поступить в колледж Карлтон (англ. Carleton College), он посещал Школу этической культуры Филдстона (англ. Ethical Culture Fieldston School).

## Личная жизнь
27 сентября 2008 года Макгоуэн женился на Эмили Джонсон (англ. Emily Johnson) в горах Санта-Барбары.

## Фильмография
| Год     | Название на русском               | Название на английском           | Роль             | Примечания                                           |
| ------- | --------------------------------- | -------------------------------- | ---------------- | ---------------------------------------------------- |
| 2006    | Миссия спасения 2: Точка удара    | The Hunt for Eagle One           | Джексон          | Видео                                                |
| 2008    | C.S.I.: Место преступления Майами | CSI: Miami                       | Курт Гринфилд    | Эпизод: «Wrecking Crew»                              |
| 2008    | 4исла                             | Numb3rs                          | Кит Джексон      | Эпизод: «High Exposure»                              |
| 2008    | Держись, Чарли!                   | Good Luck Charlie                | Хэппи Хорс       | Эпизод: «Butt Dialing Duncans»                       |
| 2009    | Терминатор: Да придёт спаситель   | Terminator Salvation             | пилот            |                                                      |
| 2009    | Детектив Раш                      | Cold Case                        | капрал Клерк     | Эпизод: «Libertyville»                               |
| 2010    | Ясновидец                         | Psych                            | Дерек Уолкер     | Эпизод: «Thrill Seekers and Hell Raisers»            |
| 2010    | Доказательство любви              | Losing Control                   | Терри            |                                                      |
| 2010    | Давай сделаем ребёнка             | Conception                       | Джоэл            |                                                      |
| 2011    | Следствие по телу                 | Body of Proof                    | Винсент Стоун    | Эпизод: «Helping Hand»                               |
| 2011    | Тараканы                          | Cockroaches                      | Джонни Слим      |                                                      |
| 2011    | Снимок                            | Snapshot                         | Томас Грейди     |                                                      |
| 2011    | Правила свиданий из будущего      | Dating Rules from My Future Self | Джаггер          | Эпизоды: «What Is Love?» и «Change YR World»         |
| 2012-13 | Бесстыжие                         | Shameless                        | Джоди Сильверман | Главная роль                                         |
| 2014-16 | Чёрные паруса                     | Black Sails                      | Чарльз Вейн      | Главная роль                                         |
| 2014    | Дракула                           | Dracula Untold                   | Шкелгим          |                                                      |
| 2016-18 | 100                               | The 100                          | король Роан      | Второстепенная роль (сезон 3) Главная роль (сезон 4) |
| 2017    | Агенты «Щ.И.Т.»                   | Agents of S.H.I.E.L.D.           | Антон Иванов     | Второстепенная роль (4 сезон)                        |
| 2017    | Смертельное оружие                | Lethal Weapon                    | Коди Льюис       | Эпизод: «Birdwatching»                               |
| 2018    | Смертельная гонка 4: Вне анархии  | Death Race: Beyond Anarchy       | Коннор Гиббсон   | Главная роль                                         |
| 2018    | Царь скорпионов 5: Книга душ      | The Scorpion King: Book of Souls | Царь скорпионов  | Главная роль                                         |
| 2018    | Ходячие мертвецы                  | The Walking Dead                 | Джастин          |                                                      |
| 2019    | Роберт — король Шотландии         | Robert the Bruce                 | шериф Брандуб    |                                                      |